# Stazione di Piano di Sorrento
Stazione di Piano di Sorrento vasútállomás Olaszországban, Piano di Sorrento településen.

## Vasútvonalak
Az állomást az alábbi vasútvonalak érintik:
- Torre Annunziata-Sorrento-vasútvonal

## Kapcsolódó állomások
A vasútállomáshoz az alábbi állomások vannak a legközelebb:
- Stazione di Sant'Agnello (Stazione di Sorrento, line 13)
- Stazione di Meta (Stazione di Napoli Porta Nolana, line 13)